# Korjahyee
Korjahyee är en klan i Liberia.   Den ligger i regionen Sinoe County, i den sydöstra delen av landet, 260 km öster om huvudstaden Monrovia.